# Короткохвостий сцинк
Короткохвостий сцинк або короткохвіст (Tiliqua rugosa) — вид роду синьоязикі сцинки. Описаний у 1825 році Д. Греєм, який дав цьому виду назву Trachydosaurus rugosus, в подальшому його назва була змінена на теперішню. Має 4 підвиди.

## Опис

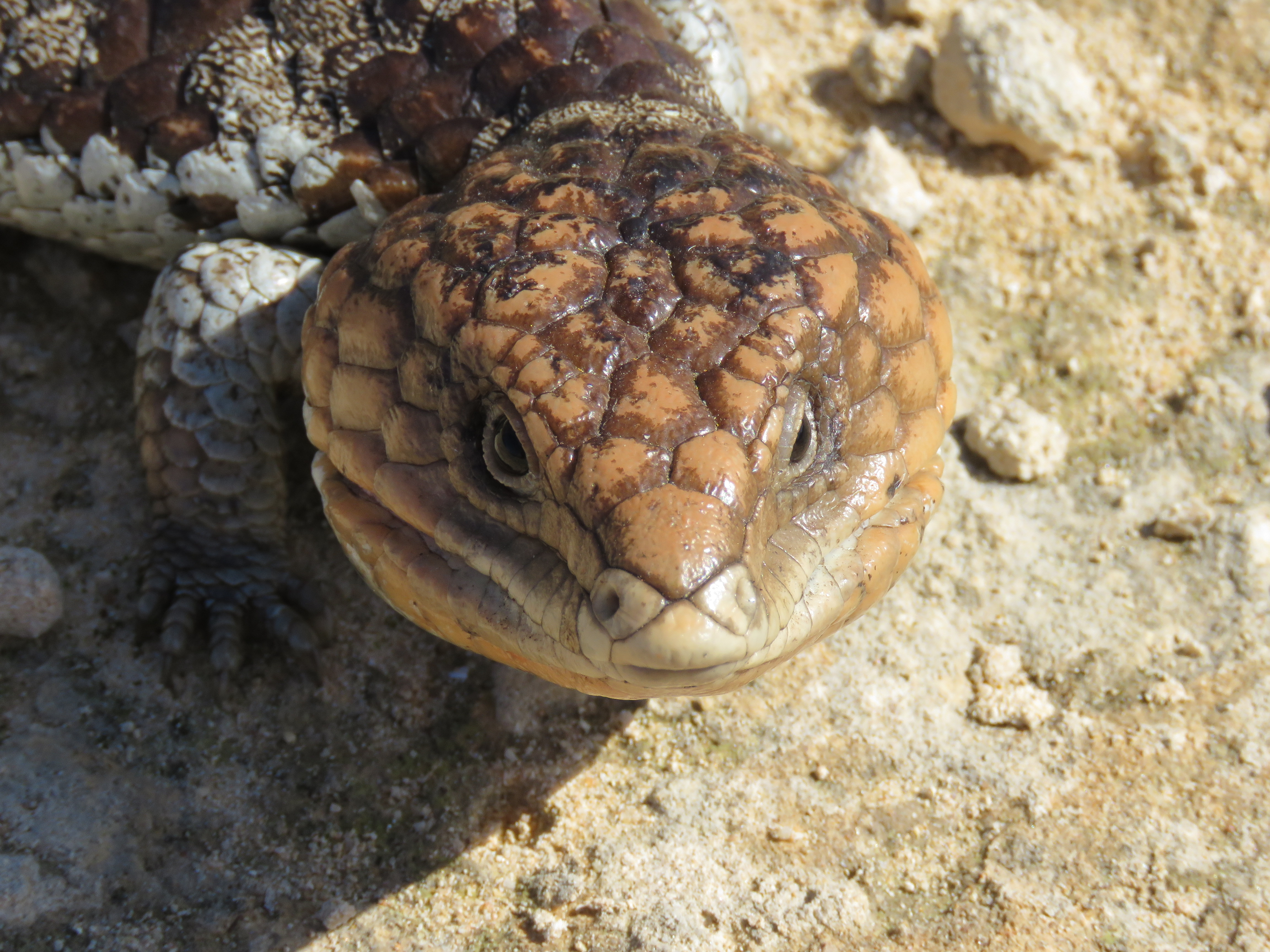
Tiliqua rugosa, Квінсленд, Австралія

Загальна довжина тулуба 30—35 см, зокрема хвіст — 6—7 см. Має велику затуплену, пірамідальну голову, стиснутий тулуб, який чітко відокремлений від голови. Шия у короткохвостого сцинка товста та коротка. Має низькі, сильні лапи. короткі пальці, невеличкі міцні кігті. Хвіст у нього короткий шишкоподібний, який тупо закруглений позаду.
У короткохвоста товста бугриста шкіра сірувато-оливкового, червоно-коричнуватого, темно-коричневого кольору. Перетинають спину невірні білі смуги. Черево у цього сцинка світле. Кольору у голови червонувато-коричневий або рожево-жовтий.

## Спосіб життя

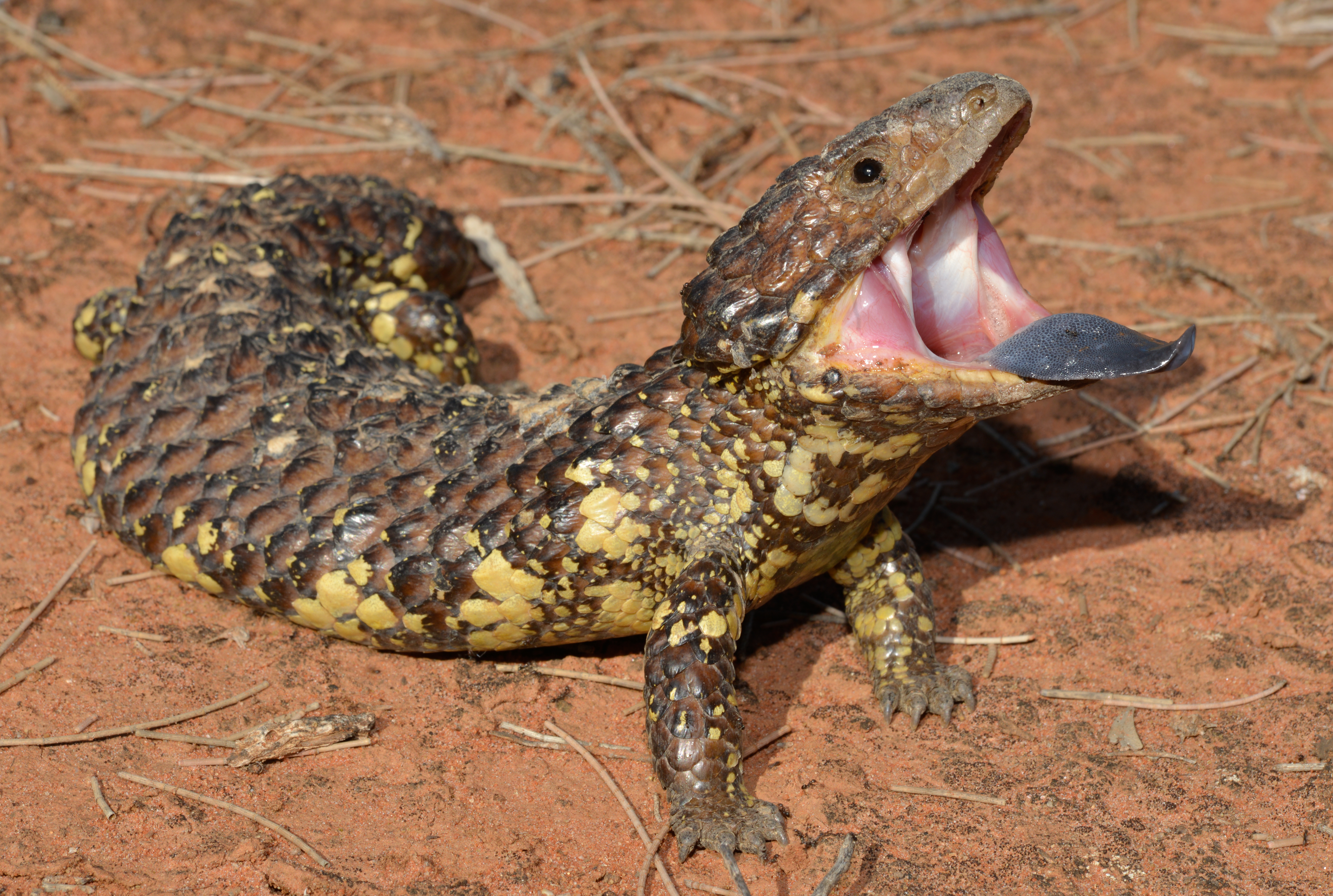
Механізм самозахисту сцинка

Полюбляє місцини з невеличкою рослинністю, сухі пагорби, піщані ділянки, кам'янисті площі з дрібним чагарником. Мешкає сцинк у норах, які риє горизонтально.
Харчується короткохвостий сцинк рослиною та твариною їжею, плодами, листям, квітами, комахами, молюсками. Для ліпшого перетравлення їжі сцинк ковтає дрібні камінці.
У нього відбувається линька 1 раз у 2 місяці. шкіра у нього знімається на кшталт змії. У разі небезпеки широко розкриває пащу, витягує свій язик, фиркає, укуси болючі.
Це живородні ящірки. Народжуються дитинчата у лютому-березні.
Загрозами для короткохвоста є динго, лисиці, кішки. австралійські пітони.

## Розповсюдження
Зустрічається здебільшого у західній Австралії, зокрема у Квінсленді, штату Вікторія та Новий Південний Велс.